# Rollover DJ
Rollover DJ è una canzone del gruppo musicale australiano Jet, secondo singolo estratto dall'album Get Born del 2003. Negli Stati Uniti fu il terzo singolo, dopo Cold Hard Bitch.

## Tracce
1. Rollover DJ
2. Are You Gonna Be My Girl (Live in Sydney)
3. Take It or Leave It (Live in Sydney)
4. Sgt Major
5. Back Door Santa